# Francuska nogometna reprezentacija
Francuska nogometna reprezentacija predstavlja Republiku Francusku u nogometu. Nalazi se pod upravom Francuskog nogometnog saveza (fr. Fédération Française de Football), vodećeg nogometnog tijela u Francuskoj, a natječe se kao članica UEFA-e. Tradicijske boje reprezentacije su plava, bijela i crvena, boje koje također označavaju i francusku državnu zastavu. Reprezentacija je poznata pod nadimkom Les Bleus koji je povezan i s francuskim reprezentacijama drugih športova. Francuska reprezentacija osvojila je najveći broj titula Svjetske momčadi godine, koju izdaje World Soccer, njih čak četiri, više od bilo kojega kluba ili reprezentacije na svijetu.
Svoju prvu službenu nogometnu utakmicu Francuska je odigrala 1904. godine, a svoje domaće utakmice uglavnom igra na stadionu Park prinčeva, u predgrađu Pariza. Reprezentacija je osvojila dva naslova svjetskog nogometnog prvaka, dva naslova europskog nogometnog prvaka, Olimpijski turnir i dva Kupa konfederacija. Nakon što su 2001. godine osvojili Kup konfederacija postali su jedina reprezentacija, uz Argentinu, koja je osvojila tri najvažnija turnira u organizaciji FIFA-e. Tradicijski, nogometni suparnici Francuske su susjedi Talijani, dok su u prošlosti to bili Belgijanci i Englezi te osamdesetih godina prošloga stoljeća Nijemci.
Reprezentacija se u potpunosti razvila tijekom triju zlatnih generacije: one iz pedesetih, osamdesetih i devedesetih godina 20. stoljeća, što je ishodovalo osvajanjem brojnih priznanja i medalja. Francuska je bila jedna od četiri europske momčadi izabrane za prvo svjetsko nogometno prvenstvo 1930. Godine 1958., pod vodstvom nekoliko priznatijih igrača, među kojima je najpoznatiji bio Raymond Kopa, Francuska je osvojila treće mjesto na Svjetskom prvenstvu u Švedskoj. Godine 1984., tada priznati Michel Platini, predvodio je Francusku do osvajanja svoga prvoga Europskog prvenstva, a 16 godina kasnije osvojit će i drugo, ovaj put pod igračkim vodstvom Didera Deschampsea i Zinedinea Zidanea. Francuska je 1998. godine, kao domaćin, postala osma svjetska reprezentacija koja je osvojila Svjetsko prvenstvo u nogometu pobijedivši u završnici Brazil rezultatom 3:0. Od tada je njihov najbolji rezultat na svjetskim nogometnim prvenstvima osvojeno 1. mjesto u Rusiji 2018. godine kada su u finalu pobijedili Hrvatsku (4:2). Nakon osvojenoga svjetskog nogometnog prvenstva 1998. i europskog 2000., Francuska je prvi puta u svojoj povijesti zasjela na prvo mjesto najboljih reprezentacija svijeta prema službenoj ljestvici FIFA-e.
Trenutačni izbornik Francuske nogometne reprezentacije je Didier Deschamps, bivši reprezentativac i kapetan generacije koja je 1998. i 2000. godine postala svjetskim i europskim prvakom, a koji je na to mjesto zasjeo nakon Europskoga prvenstva u Ukrajini i Poljskoj 2012.m. Pod njegovim vodstvom na Svjetskom prvenstvu 2014. godine održanom u Brazilu, reprezentacija Francuske došla je do četvrtfinala gdje je ispala od Njemačke rezultatom 0:1 i u konačnici zauzela sedmo mjesto na turniru. 
Na svjetskom prvenstvu u nogometu 2022. osvojili su 2. mjesto izgubivši od Argentine na jedanaesterce 4:2 (3:3). To je njihov drugi poraz u finalu SP-a, prvi nakon svjetskog prvenstva u Njemačkoj 2006., kada je bila bolja Italija 5:3 (1:1), a oba su puta Francuzi gubili raspucavanjem s bijele točke.

## Povijest
Francuska nogometna reprezentacija osnovana je negdje u isto vrijeme kada i sama FIFA, 21. svibnja 1904. godine, a svoju prvu službenu nogometnu utakmicu odigrala je 1. svibnja 1904. godine protiv Belgije u Bruxellesu koja je završila neodlučenim rezultatom 3:3. Sljedeće godine, 12. veljače 1905. Francuska je odigrala prvu domaću nogometnu utakmicu protiv Švicarske. Utakmica je odigrana na Parku prinčeva pred 500 navijača, a završila je pobjedom Francuske 1:0. Jedini pogodak na utakmici postigao je Gaston Cyprès. Zbog neslaganja FIFE, francuske sportske zajednice Union des Sociétés Françaises de Sports Athlétiques (USFSA) i njezinog rivala - organizacije French Interfederal Committee (CFI) - u početku, francuski nogometni savez kompletno je ujedinjen tek 1921. godine.
U srpnju 1930. godine, Francuska se pojavila na prvom Svjetskom nogometnom prvenstvu održanom u Urugvaju. U svojoj prvoj službenoj utakmici na svjetskom nogometnom prvenstvu, Francuska je pobijedila Meksiko rezultatom 4:1 na stadionu Estadio Pocitos u Montevideu. Nogometaš Lucien Laurent ostat će zapamćen u nogometnoj povijesti ne samo kao prvi Francuz koji je postigao pogodak za svoju reprezentaciju na svjetskim prvenstvima, već i kao prvi nogometaš koji je postigao prvi pogodak na svjetskom nogometnom prvenstvu uopće. Do kraja prvenstva, Francuska je u skupini izgubila sljedeće dvije utakmice rezultatom 0:1 (od Argentine i Čilea) i bila eliminirana s prvenstva. Sljedeća godina ostat će zapamćena po tome što je prvi crni igrač postao reprezentativac Francuske. Raoul Diagne, inače Senegalskog podrijetla, svoj prvi reprezentativni debi ostvario je 15. veljače u porazu 1:2 protiv Čehoslovačke. Diagne će kasnije igrati za reprezentaciju na svjetskom nogometnom prvenstvu 1938. godine zajedno s Larbijem Benbarekom koji je bio jedan od prvih reprezentativaca sjeverno-afričkog podrijetla. Na svjetskom nogometnom prvenstvu 1934. godine Francuska je ispala nakon prve utakmice protiv Austrije od koje je izgubila rezultatom 2:3. Na povratku u Pariz, reprezentaciju je dočekalo preko četiri tisuće navijača kao heroje. Francuska je bila domaćin svjetskog nogometnog prvenstva 1938. godine i dospjela do četvrtfinala gdje je izgubila od kasnijih prvaka Talijana rezultatom 1:3. 
Tijekom 1950-ih godina , iskristalizirala se prva Zlatna generacija francuskih igrača koje su predvodili Just Fontaine, Raymond Kopa, Jean Vincent, Robert Jonquet, Maryan Wisnieski, Thadée Cisowski i Armand Penverne. Na svjetskom nogometnom prvenstvu 1958. godine Francuska je dosegnula polufinale gdje je izgubila od Brazilaca, kasnijih prvaka. U utakmici za treće mjesto pobijedili su Zapadnu Njemačku rezultatom 6:2 u kojoj je Fontaine postigao četiri pogotka čime je sveukupno skupio 13 golova na svjetskom prvenstvu što i danas predstavlja nedostižni rekord. Francuska je 1960. godine bila domaćin prvog Europskog nogometnog prvenstva na kojem je također došla do polufinala gdje je u šokantnoj utakmici izgubila 4:5 od Jugoslavije, iako je sve do 75. minute vodila rezultatom 4:2. U utakmici za treće mjesto, poraženi su 0:2 od Čehoslovačke.
Tijekom 1960-ih i 1970-ih godina Francuska nije zabilježila dobre rezultate, a zbog učestalog mijenjanja izbornika nisu se uspjeli kvalificirati na velika natjecanja. 24. travnja 1964. godine, Henri Guérin postao je prvi službeni izbornik reprezentacije. Pod njegovim vodstvom, Francuska se nije uspjela kvalificirati na svjetsko nogometno prvenstvo 1962. godine, kao niti na europsko prvenstvo 1964. godine. Ipak, uspjeli su se kvalificirati 1966. godine na svjetsko prvenstvo održano u Engleskoj gdje su ispali u razigravanju po skupinama. Nakon tog neuspjeha, izbornik Guérin je dobio otkaz, a zamijenili su ga José Arribas i Jean Snella koji su zajednički nastupali kao izbornici. Ipak, njih dvojica izdržala su tek četiri utakmice prije nego što ih je zamijenio bivši igrač Just Fontaine, koji je pak kao izbornik trajao još manje: dvije utakmice. Njega je naslijedio Louis Dugauguez koji se borio tijekom kvalifikacija za svjetsko prvenstvo 1970. godine te dobio otkaz, a poslije njega je došao Georges Boulogne koji nije uspio dovesti reprezentaciju na navedeno natjecanje. Boulogne je također dobio otkaz zbog neuspjeha dovođenja reprezentacije na svjetsko prvenstvo 1974. godine, a naslijedio ga je Rumunj Stefan Kovacs koji je bio i ostao jedini strani izbornik reprezentacije do danas. Kovacs se također pokazao neuspješnim zbog nemoći dovođenja reprezentacije na europsko prvenstvo 1976. Nakon dvije godine provedene na klupi francuske reprezentacije zamijenio ga je Michel Hidalgo.
Pod Hidalgovim vodstvom Francuska je procvala, ponajprije zahvaljujući jednom od najboljih nogometaša svijeta Michela Platinija koji je, zajedno s Jeanom Tiganom, Alainom Giresseom i Luisom Fernandezom činio carré magique (u slobodnom prijevodu "magični kvadrat") koji je "razbijao" protivničke obrane. Na svjetskom nogometnom prvenstvu 1982. godine Francuska je dosegnula polufinale, izgubivši nakon izvođenja jedanaesteraca od Zapadne Njemačke. Ta utakmica smatra se jednom od najvećih utakmica ikad odigranih u povijesti svjetskih nogometnih prvenstava, a obilježena je i kontroverzama. Svoj prvi pravi međunarodni uspjeh Francuska je doživjela dvije godine kasnije, na europskom prvenstvu 1984. godine kojem je bila domaćin i kojeg je osvojila. Pod vodstvom Platinija koji je bio najbolji strijelac prvenstva s 9 pogodaka, Francuska je u finalu svladala Španjolsku rezultatom 2:0. Strijelci su bili Platini i Bruno Bellone. Nakon uspjeha na europskom prvenstvu, Hidalgo je otišao, a zamijenio ga je bivši reprezentativac Henri Michel. Francuska je osvojila zlatnu medalju na Olimpijskim igrama 1984., a godinu dana kasnije pobijedivši Urugvaj 2:0 u finalu osvojili su i Artemio Franchi trofej - trofej koji se smatra pretećom današnjeg Kupa Konfederacija. U rasponu od samo jedne godine, Francuzi su osvojili tri od četiri najveća nogometna turnira. Na svjetskom prvenstvu 1986. godine Francuzi su bili iznimni favoriti, ali su drugi puta zaredom poraženi u polufinalu ponovno od Zapadne Njemačke. U utakmici za treće mjesto pobijedili su Belgiju 4:2.
Godine 1988. Francuski nogometni savez je otvorio nacionalni nogometni institut Clairefontaine. Njegovom svečanom otvorenju prisustvovao je i tadašnji francuski Predsjednik François Mitterrand. Pet mjeseci nakon otvaranja instituta, Henri Michel je dobio otkaz, a na klupi ga je zamijenio Michel Platini koji svoju reprezentaciju nije uspio odvesti na svjetsko prvenstvo 1990., ali se uspio plasirati na europsko prvenstvo 1992. Međutim, unatoč odličnim rezultatima koji su uključivali 19 pobjeda zaredom, Francuska nije uspjela proći skupinu pa je tjedan dana nakon završetka prvenstva Platini dao otkaz, a zamijenio ga je njegov asistent Gérard Houllier. Pod njegovim vodstvom Francuska i njezini navijači doživjeli su spektakularno razočarenje ne uspjevši se plasirati na svjetsko prvenstvo 1994. godine, iako su ga gotovo osigurali dvije utakmice prije kraja kvalifikacija. Te dvije utakmice, protiv Izraela i Bugarske, Francuzi su, na sveopće iznenađenje nogometnog svijeta, izgubili 2:3 (Izrael) i 1:2 (Bugarska). Posljedica svega bio je otkaz Houlliera i odlazak nekoliko prvotimaca iz reprezentacije. Houllierov asistent, Aimé Jacquet, postao je novi izbornik reprezentacije.
Upravo pod vodstvom Jacqueta, reprezentacija je doživjela svoje najbolje godine. Tim se sastojao od veterana koji se nisu uspjeli plasirati na svjetsko prvenstvo 1994., a pridružili su im se i mlađi igrači. Na europskom prvenstvu 1996. Francuska je dosegnula polufinale u kojem su izgubili od Češke nakon izvođenja jedanaesteraca 5:6. Na svjetskom prvenstvu 1998. Jacquet je odveo Francuze do kraja, do prvog naslova svjetskih prvaka, preko Brazila kojeg su u finalu pobijedili rezultatom 3:0. Nakon prvenstva, Jacquet je odstupio s mjesta izbornika, a zamijenio ga je Roger Lemerre koji je vodio reprezentaciju na europskom prvenstvu 2000. Prevođeni najboljim nogometašem svijeta u tom trenutku Zinedineom Zidaneom, Francuska je u finalu pobijedila Italiju 2:1, nakon što je David Trezeguet postigao zlatni pogodak u produžecima. Francuska je tako postala prva reprezentacija nakon Zapadne Njemačke koja je uspjela osvojiti svjetsko i europsko nogometno prvenstvo u dvije godine. Nakon tog uspjeha, Francuska je dosegnula prvo mjesto najboljih reprezentacija svijeta na FIFA-inoj službenoj ljestvici, prvi put u svojoj povijesti.
Ipak, Francuzi nisu uspjeli dugo zadržati kondiciju i uspjeh na turnirima koji su uslijedili. Iako su osvojili Kup konfederacija 2001. godine, na svjetskom prvenstvu 2002. godine doživjeli su pravi debakl, ne mogavši zabiti niti jedan pogodak u tri utakmice pa su brzo i lako ispali s turnira. Jedno od najvećih nogometnih iznenađenja u povijesti svjetskih prvenstava dogodilo se u prvoj utakmici tog natjecanja 2002. godine kad su kao branitelji naslova i aktualni svjetski i europski prvaci izgubili od reprezentacije Senegala 0:1. Nakon što su završili na posljednjem mjestu skupine, Lemerre je dobio otkaz, a zamijenio ga je Jacques Santini. Uz prave pripreme i jaku momčad, reprezentacija je puna optimizma došla na europsko prvenstvo 2004. godine, ali su ih šokirali Grci, kasniji europski prvaci, izbacivši ih u četvrtfinalu. Santini je nakon prvenstva dao otkaz, a umjesto njega na klupu je sjeo Raymond Domenech. Kroz kvalifikacije za svjetsko prvenstvo 2006., Francuska se neočekivano teško snalazila pa je Domenech posegnuo za nekim nogometnim veteranima koji su već bili u reprezentativnoj mirovini kako bi pomogli da tim dođe u Njemačku na natjecanje. Oni su to i uspjeli, pobijedivši u odlučujućoj utakmici Cipar rezultatom 4:0. Tijekom svjetskog prvenstva u Njemačkoj, Francuska je skupinu završila neporažena i došla sve do finala natjecanja, putem izbacivši Španjolce, Brazilce i Portugalce. U finalu su se susreli s Italijom i nakon što je regularni dio utakmice završio rezultatom 1:1, izgubili su lošijim izvođenjem jedanaesteraca (3:5).
Iako je tijekom kvalifikacija izgubila u obje utakmice od Škotske, Francuska se bez većih problema plasirala na europsko prvenstvo 2008. Međutim, na istome nisu uspjeli proći skupinu koja je proglašena skupinom smrti. Tijekom kvalifikacija za svjetsko prvenstvo 2010. godine, Francuska je izgubila nekoliko utakmica i ostvarila par neuvjerljivih pobjeda pa je u kvalifikacijskoj skupini završila na drugom mjestu što joj je osiguralo doigravanje s Republikom Irskom za jedno od posljednjih slobodnih mjesta na nogometnoj smotri u Južnoj Africi. U prvoj utakmici Francuzi su pobijedili 1:0, a druga, obavijena velikom kontroverzom, završila je rezultatom 1:1 pa su se zbog boljeg ukupnog rezultata kvalificirali na natjecanje.
Međutim, na tom svjetskom prvenstvu Francuzi su nastavili s katastrofalnom igrom i bili su eliminirani nakon razigravanja po skupinama. Tijekom prvenstva, napadač reprezentacije Nicolas Anelka je bio poslan kući nakon navodne prostačke svađe s izbornikom Raymondom Domenechom u poluvremenu utakmice s Meksikom koju su Francuzi na kraju izgubili. Rezultat neslaganja reprezentativaca s izbornikom i njegovim timom trenera bio je bojkot treninga usred prvenstva. Negativni publicitet kojeg je reprezentacija dobila tijekom natjecanja doveo je do daljnjih posljedica u nogometnom savezu u Francuskoj. Dan nakon što je reprezentacija izbačena s prvenstva, francuski mediji raspisali su se o navodno dogovorenom sastanku samog Predsjednika države Nicolasa Sarkozyja s kapetanom Thierryjem Henryjem kako bi razgovarali o problemima koji muče reprezentaciju i njihovom lošem nastupu na prvenstvu. Sastanak je zatražio sam Henry. Nakon završetka prvenstva, predsjednik nogometnog saveza Jean-Pierre Escalettes dao je ostavku. Domenech je dobio otkaz, a bivši reprezentativac Laurent Blanc sjeo je na njegovo mjesto. Dana 23. srpnja 2010. godine, na zahtjev novog izbornika, savez je suspendirao sva 23 igrača koja su sudjelovala na svjetskom prvenstvu prije prijateljske utakmice s Norveškom. 6. kolovoza, pet igrača za koje se smatralo da su najviše utjecali na raspad sistema tijekom svjetskog prvenstva bilo je kažnjeno.

## Domaći stadion
U ranom razdoblju francuska nogometna reprezentacija koristila je dva stadiona na kojima je igrala svoje domaće utakmice: Park prinčeva i Olimpijski stadion Yves-du-Manoir u Colombesu. Također je igrala i na drugim stadionima kao što su Pershing, Stade de Paris i Stade Buffalo, ali u puno manjoj mjeri. Kako su godine prolazile, Francuska je svoje domaće utakmice počela igrati i van granica Pariza pa je tako zaigrala i na stadionima Marcel Saupin u Nantesu, na Vélodromeu u Marseilleu, na Gerlandu u Lyonu, na Stade de la Meinau u Strasbourgu i drugima. Nakon renovacije Parka prinčeva 1972. godine koja ga je učinila najvećim stadionom po broju sjedala u Parizu, Francuska se permanentno preselila u taj objekt. Reprezentacija je i dalje igrala prijateljske i kvalifikacijske utakmice za Svjetsko i Europsko nogometno prvenstvo u drugim gradovima.
Godine 1998., netom prije početka Svjetskog nogometnog prvenstva u Francuskoj, stadion Stade de France inauguriran je kao njihov glavni domaći stadion. Stade de France nalazi se u Saint-Denisu, predgrađu Pariza, kapaciteta 81.338 sjedala. Prvu utakmicu na tom stadionu Francuska je odigrala 28. siječnja 1998. godine protiv Španjolske i pobijedila rezultatom 1:0. Strijelac jedinog pogotka je bio Zinedine Zidane. Od tada francuska reprezentacija koristi taj stadion za igranje svih važnih i velikih utakmica.
Prije samih utakmica, domaćih ili gostujućih, reprezentacija se nalazi i trenira u akademiji Clairefontaine koja se nalazi u Clairefontaine-en-Yvelines. Riječ je o centru nogometnog saveza i jednoj od dvanaest elitnih akademija u zemlji. Centar je 1976. godine inaugurirao bivši predsjednik saveza Fernand Sastre, a službeno je otvoren 1988. Centar je privukao veliku medijsku pozornost nakon što je postao glavni kamp igrača tijekom Svjetskog nogometnog prvenstva 1998. godine.

## Imidž reprezentacije

### Medijska pokrivenost
Nogometna reprezentacija Francuske trenutno ima potpisan Ugovor za prenošenje svojih utakmica s TF1 grupom koja kontrolira glavni televizijski kanal, TF1. Potpisani Ugovor trebao je isteći nakon Svjetskog nogometnog prvenstva 2010. godine. Ipak, 18. prosinca 2009. godine Vijeće francuskog nogometnog saveza produžilo je ekskluzivnost Ugovora s kanalom. Novi Ugovor omogućava ekskluzivni prijenos svih utakmica reprezentacije (domaćih, gostujućih i prijateljskih) za sljedeće četiri godine, počevši od kolovoza 2010. pa sve do kraja lipnja 2014. godine. TF1 će također imati i produžena prava koja se prvenstveno odnose na Internet, a također mogu puštati i snimke reprezentacije u svom tjednom programu, Téléfoot. Nogometni savez Francuske će za ovo dobivati 45 milijuna Eura po sezoni što je za 10 milijuna Eura manje nego što su primili za prethodni Ugovor koji je potpisan 2006. godine (55 milijuna Eura).

### Dresovi
Francuska nogometna reprezentacija igra u dresovima kombiniranima od tri boje: plava, bijela i crvena. Te boje dolaze, naravno, od službene francuske zastave poznate pod imenom trobojna zastava (drapeau tricolore). Još od prve službene međunarodne nogometne utakmice protiv Belgije 1904. godine, Francuska je nastupala u dresovima s navedenim bojama. Od osnivanja reprezentacije, Francuska je u većini slučajeva nosila bijele majice, plave hlačice i crvene sokne u domaćim utakmicama dok je na gostujućim nastupala u kompletno bijelim dresovima ili crvenim majicama, plavim hlačicama i plavim soknama. U razdoblju od 1909. do 1914. godine, reprezentativci Francuske nosili su bijele majice s plavim prugama, bijele hlačice i crvene sokne. Na Svjetskom prvenstvu 1978. godine u utakmici protiv Mađarske u Mar del Plati, oba tima pojavila su se na stadionu u bijelim dresovima pa su reprezentativci Francuske bili primorani presvući dresove, posudivši zeleno-bijele od nogometnog kluba Atlético Kimberley.
Počevši od 1972. godine, Francuska je postigla dogovor s njemačkom tvrtkom Adidas koji je postao službeni sponzor reprezentacije i glavni opskrbljivač dresovima. Tijekom sljedećih 38 godina njih dvoje će razviti pravo partnerstvo, a Francuska će u Adidasovim dresovima osvojiti Europska prvenstva 1984. i 2000., te Svjetsko prvenstvo 1998. godine. 22. veljače 2008. godine Francuski nogometni savez službeno je objavio da prekidaju partnerstvo s Adidasom i da potpisuju Ugovor s američkim proizvođačem sportske opreme Nikeom, počevši od 1. siječnja 2011. godine. Zbog potpisanog dogovora u vrijednosti od 320 milijuna Eura na razdoblje od sedam godina (2011. – 2018.) francuski nogometni dres plave boje postao je najskuplji u povijesti nogometa.

#### Dresovi reprezentacije kroz povijest
| Svjetsko prvenstvo 1958. | Svjetsko prvenstvo 1962. | Svjetsko prvenstvo 1978. | Svjetsko prvenstvo 1978. | Europsko prvenstvo 1984. | Europsko prvenstvo 1992. | Svjetsko prvenstvo 1998. (domaći) |  |

| Svjetsko prvenstvo 1998. (gostujući) | Europsko prvenstvo 2000. | Svjetsko prvenstvo 2002. | Svjetsko prvenstvo 2006. | Europsko prvenstvo 2008. | (2008. - 2009.) | Svjetsko prvenstvo 2010. | Europsko prvenstvo 2012. | 2013. (gostujući) | Svjetsko prvenstvo 2014. |

### Nadimak
Nogometna reprezentacija Francuske često nosi nadimak Plavci (Les Bleus) od strane medija i navijača. Taj naziv u čestoj je upotrebi za sve francuske sportaše i reprezentacije zbog plavih boja koje uglavnom dominiraju njihovim dresovima. Tim često zovu i Trikolori (Tricolores) zbog toga što upotrebljavaju tri francuske nacionalne boje: crvenu, plavu i bijelu. Tijekom 80-tih godina prošlog stoljeća, Francuska je dobila nadimak europski Brazil zbog sličnosti u igri (Magični kvadrat) kojeg je utanačio Michel Platini. Pod vodstvom izbornika Michela Hidalga, francuska nogometna vrsta prikazivala je inspirirajući, elegantan, vješt i tehnički vrlo ofenzivan stil nogometa koji se vrlo često uspoređivao s njihovim suparnicima iz Južne Amerike.

### Predstavljanje multietničke Francuske
Francuska nogometna reprezentacija oduvijek je podupirala etničku raznolikost svoje vlastite države. Prvi tamnoputi igrač koji je zaigrao za nogometnu vrstu bio je Raoul Diagne 1931. godine. Diagne je bio sin prvog Afrikanca izabranog u Francusku narodnu skupštinu, Blaise Diagne. Sedam godina kasnije, Diagne je zaigrao na Svjetskom nogometnom prvenstvu 1938. skupa s Larbijem Benbarekom, Abdelkaderom Ben Boualijem i Michelom Brusseauxom koji su bili prvi igrači sjevernoafričkog podrijetla koji su zaigrali za reprezentaciju. Na Svjetskom prvenstvu 1958. godine u kojem je Francuska dogurala sve do polufinala, mnoga djeca imigranata kao što su Raymond Kopa, Just Fontaine, Roger Piantoni, Maryan Wisnieski i Bernard Chiarelli bili su sastavni dio uspjeha reprezentacije. Od tada pa sve do danas nastavlja se tradicija u kojoj francuski nogometaši poput Michela Platinija, Jeana Tigane, Manuela Amorosa, Erica Cantone, Patricka Vieire, Davida Trezegueta, Claudea Makéléléa, Samira Nasrija, Hatema Ben Arfe i Karima Benzeme imaju barem jednog ili oba roditelja rođena u stranoj državi.
Tijekom 1990-ih godina reprezentacija je bila pravi primjer modernog multietnicizma. Nakon što su 1998. godine osvojili Svjetsko nogometno prvenstvo, tim je prozvan pravom inspiracijom u širenju ponosa i optimizma "francuskog modela" socijalne integracije. Od sveukupno 23 reprezentativca, tim se sastojao od igrača koji svoje rodne korijene vuku iz Armenije, Alžira, Argentine, Gane, Senegala, Italije, Portugala, Španjolske, a predvodnik kompletnog sastava bio je Zinédine Zidane koji je, doduše, rođen u Marseilleu, ali kojem su roditelji imigranti iz Alžira.
Ipak, rasno mješovita reprezentacija ponekad je uzrokovala i kontroverze. Posljednjih godina kritike krajnje desnice francuske politike sve su jače, a njihov argument stoji u činjenici što za reprezentaciju igra sve manje bijelaca. Vodeći političar Jean-Marie Le Pen protestirao je 1998. godine da reprezentacija koja je osvojila tadašnje prvenstvo nije bila dovoljno "Francuska". 2002. godine pod vodstvom Marcela Desaillyja (rođenog u Gani) kompletna reprezentacija u javnosti je iznijela svoje negativno mišljenje o predsjedničkoj kandidaturi Le Pena i pozvala publiku da vrati Predsjednika Jacquesa Chiraca u ured. 2006. godine Le Pen je nastavio sa svojim kritikama usmjerenim ovaj put prema izborniku Raymondu Domenechu kojem je spočitavao da reprezentacija ima previše tamnoputih igrača. 2005. godine francuski filozof Alain Finkielkraut uzrokovao je kontroverzu sa svojim napisima u izraelskim novinama Haaretz da je, unatoč svom sloganu "francuska reprezentacija zapravo crna-crna-crna" te također nadodao da se "s Francuskom sprdaju po cijeloj Europi upravo zbog toga". Kasnije se ispričao za svoje komentare, naglasivši da mu namjera nije bila da ikoga uvrijedi.
Incident između Zidanea i Materazzija u finalu Svjetskog nogometnog prvenstva 2006. godine kao i njegove posljedice poslužile su kao simbol za predmet debate u vezi borbe Europe za integracijom svojih imigranata. Iako su oba igrača izjavila da u njihovoj svađi nije bilo vrijeđanja na rasnoj osnovi, međunarodni mediji su danima spekulirali o tome da je Materazzijeva provokacija uzrokovana upravo rasnom osnovom, ističući kako talijanska nogometna vrsta nema etničkih manjina poput francuske.
Utjecaj reprezentacije na francuske pokušaje za integracijom svojih manjina i pomirdbom sa svojom kolonijalističkom prošlošću nije uvijek bio uspješan. 2001. godine Francuska je igrala prijateljsku utakmicu na Stade de France, na kojem su 1998. godine osvojili svoj prvi naslov prvaka svijeta, protiv Alžira. Bio je to njihov prvi susret sa svojom bivšom kolonijom s kojom su ratovali između 1954. i 1962. godine koji se na kraju pokazao kontroverznim. Tijekom pjevanja francuske nacionalne himne, La Marseillaise, navijači iz Alžira su zviždali, a nakon što su Francuzi postigli pogodak kojim je rezultat na semaforu pokazao 4:1, navijači su upali u teren. Utakmica je morala biti prekinuta i nikada nakon toga nije nastavljena.
Dana 28. travnja 2011. godine francuska Internet stranica Mediapart objavila je priču u kojoj je Francuski nogometni savez navodno tajno pokušao odrediti sistem kojim bi limitirao broj igrača s dvojnim državljanstvom u svojim nogometnim akademijama. Citirajući neimenovanog starijeg člana Saveza, u članku je također istaknuto da će organizacija ograničiti broj igrača koji nisu bijelci na 30% u svojim nogometnim akademijama za 12 i 13-godišnjake. Savez je nakon toga brzo odgovorio sa svojom službenom objavom za medije istaknuvši da "nitko od njihovih članova nije odobrio ili čak razmišljao o navedenoj temi." Savez je također najavio da je odobrio službenu i punu istragu i kao posljedica suspendirao tehničkog direktora Françoisa Blaquarta.
Dana 29. travnja izbornik francuske nogometne reprezentacije Laurent Blanc za kojeg se u članku tvrdilo da se slaže s uvođenjem navedenog sistema održao je osobnu konferenciju za novinare u l'Hôtel Le Régent u Bordeauxu tijekom koje je negirao svoje sudjelovanje u procesu odlučivanja, te istaknuo "da nikad nije čuo za takav projekt". Sljedećeg dana nakon što je Internet stranica Mediapart objavila da ima audio snimku sastanka koji je održan u studenom 2010. godine, Blanc je napisao izjavu na službenoj stranici Saveza u kojoj se ispričava za uvredljive komentare koje je dao tijekom sastanka te također istaknuo da nije bio ispravno citiran i negirao je da je rasist: "Ne povlačim ono što sam rekao jučer. Priznajem da su neki termini koje sam koristio na sastanku mogli biti dvosmisleni, izvučeni iz konteksta i, u mojem slučaju, sigurno sam povrijedio nečije osjećaje pa se zbog toga ispričavam. Ali nikako nisam rasist i protiv sam svakog oblika bilo kakve diskriminacije."
Bivši francuski reprezentativac Lilian Thuram o optužbama je rekao: "U početku sam mislio da je sve to šala. Toliko sam iznenađen da ne znam što bih rekao", dok je Patrick Vieira izjavio da su Blancovi komentari izrečeni tijekom sastanka "ozbiljni i skandalozni". Francuska vlada također je dala svoje vlastito mišljenje o cijeloj stvari. Predsjednik Nicolas Sarkozy je izjavio: "Snažno se protivim bilo kakvom obliku uvođenja takvog sistema" te nadodao: "Uvođenje takve vrste sistema bio bi kraj ove Republike". Ministar sporta Chantal Jouanno složio se s Predsjednikovim izjavama te također zahtijevao od Saveza da "istraži" cijeli slučaj. U Blancovu obranu stalo je nekoliko bivših igrača, ponajprije njegovi kolege iz reprezentacije s kojima je osvojio prvenstvo 1998. godine Christophe Dugarry, Bixente Lizarazu, Didier Deschamps, Zinedine Zidane, Marcel Desailly i Emmanuel Petit, trenutni igrači kao i trenutni kapetan Alou Diarra. 9. svibnja Blanc je dao službeno svjedočenje u vezi s navedenim optužbama. Sljedećeg dana Savez ga je proglasio nedužnim.

## Trenersko osoblje
| Titula             | Ime                  | Narodnost |
| ------------------ | -------------------- | --------- |
| Izbornik           | Didier Deschamps     |           |
| Asistent izbornika | Guy Stéphan          |           |
| Trener vratara     | Franck Raviot        |           |
| Trener za fitness  | Cyril Moine          |           |
| Doktor             | Franck Le Gall       |           |
| Kineziterapija     | Jean-Yves Vandewalle |           |
| Kineziterapija     | Christophe Geoffroy  |           |
| Kineziterapija     | Thierry Laurent      |           |
| Kineziterapija     | Cyril Praud          |           |

## Sastav  2022.
Francuski izbornik objavio je konačni popis igrača za Svjetsko prvenstvo 2022. 9. studenog 2022. Taj popis je sadržavao imena 25 igrača. Dana 14. studenog popisu je pridodan Marcus Thuram. Istog dana Axel Disasi zamijenio je ozlijeđenog Presnela Kimpembea. Dana 15. studenog ozlijedio se Christopher Nkunku, a idući dan ga je zamijenio Randal Kolo Muani. Karim Benzema se ozlijedio 20. studenog te od tad nije zamijenjen.
Nastupi i golovi zadnji put su ažurirani 25. rujna 2022. nakon utakmice protiv Danske.
| 0#0 | Poz. | Igrač                 | Datum rođenja (dob) | Nastupi | Golovi | Klub                     |
| --- | ---- | --------------------- | ------------------- | ------- | ------ | ------------------------ |
| 1   | G    | Hugo Lloris (kapetan) | 26. prosinca 1986.  | 139     | 0      | Tottenham Hotspur        |
| 2   | B    | Benjamin Pavard       | 28. ožujka 1996.    | 46      | 2      | Bayern München           |
| 3   | B    | Axel Disasi           | 11. ožujka 1998.    | 0       | 0      | Monaco                   |
| 4   | B    | Raphaël Varane        | 25. travnja 1993.   | 87      | 5      | Manchester United        |
| 5   | B    | Jules Koundé          | 12. studenoga 1998. | 12      | 0      | Barcelona                |
| 6   | V    | Matteo Guendouzi      | 14. travnja 1999.   | 6       | 1      | Marseille                |
| 7   | N    | Antoine Griezmann     | 21. ožujka 1991.    | 110     | 42     | Atlético Madrid          |
| 8   | V    | Aurélien Tchouaméni   | 27. siječnja 2000.  | 14      | 1      | Real Madrid              |
| 9   | N    | Olivier Giroud        | 30. rujna 1986.     | 114     | 49     | Milan                    |
| 10  | N    | Kylian Mbappé         | 20. prosinca 1998.  | 59      | 28     | Paris Saint-Germain      |
| 11  | N    | Ousmane Dembélé       | 15. svibnja 1997.   | 28      | 4      | Barcelona                |
| 12  | N    | Randal Kolo Muani     | 5. prosinca 1998.   | 2       | 0      | Eintracht Frankfurt      |
| 13  | B    | Youssouf Fofana       | 10. siječnja 1999.  | 2       | 0      | Monaco                   |
| 14  | V    | Adrien Rabiot         | 3. travnja 1995.    | 29      | 2      | Juventus                 |
| 15  | V    | Jordan Veretout       | 1. ožujka 1993.     | 5       | 0      | Marseille                |
| 16  | G    | Steve Mandanda        | 28. ožujka 1985.    | 34      | 0      | Rennes                   |
| 17  | B    | William Saliba        | 24. ožujka 2001.    | 7       | 0      | Arsenal                  |
| 18  | B    | Dayot Upamecano       | 27. listopada 1998. | 7       | 1      | Bayern München           |
| 20  | N    | Kingsley Coman        | 13. lipnja 1996.    | 40      | 5      | Bayern München           |
| 21  | B    | Lucas Hernandez       | 14. veljače 1996.   | 32      | 0      | Bayern München           |
| 22  | B    | Theo Hernandez        | 6. listopada 1997.  | 7       | 1      | Milan                    |
| 23  | G    | Alphonse Areola       | 27. veljače 1993.   | 5       | 0      | West Ham United          |
| 24  | B    | Ibrahima Konaté       | 25. svibnja 1999.   | 2       | 0      | Liverpool                |
| 25  | V    | Eduardo Camavinga     | 10. studenoga 2002. | 4       | 1      | Real Madrid              |
| 26  | N    | Marcus Thuram         | 6. kolovoza 1997.   | 4       | 0      | Borussia Mönchengladbach |

## Uspjesi na međunarodnim natjecanjima

### Svjetsko prvenstvo
Francuska je bila jedna od četiri europske zemlje koje su sudjelovale na prvom Svjetskom nogometnom prvenstvu održanom u Urugvaju 1930. godine, a do danas je nastupila na sveukupno 14 takvih prvenstava čime se nalazi na petom mjestu reprezentacija s najviše nastupa. Također je jedna od osam država koje su osvojile to natjecanje, postavši svjetski prvaci nakon prvenstva 1998. godine održanog u njihovoj zemlji gdje su u finalu pobijedili Brazil uvjerljivim rezultatom 3:0. Godine 2006., na svjetskom prvenstvu u Njemačkoj, Francuska je osvojila drugo mjesto nakon što je u finalu izgubila od Italije lošijim izvođenjem jedanaesteraca (3:5). Dva puta osvojili su treće mjesto - na Svjetskim prvenstvima 1958. u Švedskoj i 1986. u Meksiku, a na Svjetskom prvenstvu 1982. godine u Španjolskoj bili su četvrti. Najgori nastupi na Svjetskim nogometnim prvenstvima do sada bili su na prvenstvima 2002. godine u Japanu i Koreji te 2010. u Južnoj Africi kada su ispali nakon razigravanja po skupinama. Godine 2002. kao aktualni branitelji naslova iznenađujuće su izgubili otvarajuću utakmicu prvenstva od reprezentacije Senegala i otišli s prvenstva ne uspjevši postići niti jedan pogodak. Godine 2010. izgubili su dvije utakmice u skupini (od Meksika i Južne Afrike), dok su s Urugvajem odigrali neriješeno. Na svjetskom prvenstvu 2014. godine održanom u Brazilu, reprezentacija Francuske ipak je pokazala puno bolju igru i došla do četvrtfinala gdje je izgubila od Njemačke (0:1), kasnijeg prvaka tog turnira.
| Godina | Faza natjecanja       | Mjesto    | Uta. | Pob. | Izj.* | Por. | Po. | Pr. |
| ------ | --------------------- | --------- | ---- | ---- | ----- | ---- | --- | --- |
| 1930.  | 1. krug               | 7         | 3    | 1    | 0     | 2    | 4   | 3   |
| 1934.  | Osmina finala         | 9         | 1    | 0    | 0     | 1    | 2   | 3   |
| 1938.  | Četvrtfinale          | 6         | 2    | 1    | 0     | 1    | 4   | 4   |
| 1950.  | nisu se kvalificirali | -         | -    | -    | -     | -    | -   | -   |
| 1954.  | 1. krug               | 11        | 2    | 1    | 0     | 1    | 3   | 3   |
| 1958.  | 3. mjesto             | 3         | 6    | 4    | 0     | 2    | 23  | 15  |
| 1962.  | nisu se kvalificrali  | -         | -    | -    | -     | -    | -   | -   |
| 1966.  | 1. krug               | 13        | 3    | 0    | 1     | 2    | 2   | 5   |
| 1970.  | nisu se kvalificrali  | -         | -    | -    | -     | -    | -   | -   |
| 1974.  | nisu se kvalificrali  | -         | -    | -    | -     | -    | -   | -   |
| 1978.  | 1. krug               | -         | 3    | 1    | 0     | 2    | 5   | 5   |
| 1982.  | 4. mjesto             | 4         | 7    | 3    | 2     | 2    | 16  | 12  |
| 1986.  | 3. mjesto             | 3         | 7    | 4    | 2     | 1    | 12  | 6   |
| 1990.  | nisu se kvalificrali  | -         | -    | -    | -     | -    | -   | -   |
| 1994.  | nisu se kvalificrali  | -         | -    | -    | -     | -    | -   | -   |
| 1998.  | 1. mjesto             | 1         | 7    | 6    | 1     | 0    | 15  | 2   |
| 2002.  | 1. krug               | 28        | 3    | 0    | 1     | 2    | 0   | 3   |
| 2006.  | 2. mjesto             | 2         | 7    | 4    | 3     | 0    | 9   | 3   |
| 2010.  | 1. krug               | 29        | 3    | 1    | 0     | 2    | 1   | 4   |
| 2014.  | Četvrtfinale          | 7         | 5    | 3    | 1     | 1    | 10  | 3   |
| 2018.  | 1. mjesto             | 1         | 6    | 5    | 1     | 0    | 10  | 4   |
| 2022.  | 2. mjesto             | 2         |      |      |       |      |     |     |
| Ukupno | 15/21                 | 2 naslovi | 65   | 33   | 13    | 19   | 119 | 77  |

*Utakmice odlučene pomoću jedanaesteraca.
**Zlatna boja u pozadini označava da je natjecanje osvojeno. Crveni okvir označava da je turnir održan u Francuskoj.

### Europsko prvenstvo
Francuska je jedna od najuspješnijih reprezentacija na Europskim nogometnim prvenstvima zbog toga što je turnir osvojila dva puta: 1984. i 2000. godine. Tim rezultatom zaostaju za Španjolcima i Nijemcima čije obje reprezentacije imaju po tri osvojena turnira. Francuska je bila domaćin prvog europskog nogometnog prvenstva održanog 1960. godine, a sveukupno je nastupila na 7 natjecanja čime se nalazi na četvrtom mjestu reprezentacija s najviše nastupa. Svoj prvi naslov europskog prvaka osvojili su na domaćem tlu 1984. godine, a reprezentaciju je predvodio ponajbolji igrač svijeta u tom trenutku Michel Platini. Godine 2000., predvođeni nogometašem godine Zinedineom Zidaneom, Francuska je osvojila drugi naslov prvaka na prvenstvu održanom u Belgiji i Nizozemskoj. Najgori nastupi reprezentacije do danas su eliminacije u razigravanju po skupinama na prvenstvima 1992. u Švedskoj i 2008. godine u Austriji i Švicarskoj. Na za sada posljednjem Europskom nogometnom prvenstvu održanom u Ukrajini i Poljskoj 2012. godine, Francuska je došla do četvrtfinala gdje je eliminirana od kasnijih prvaka Španjolaca rezultatom 0:2. Francuska je domaćin sljedećeg Eura 2016. godine.
| Godina | Mjesto               | Uta. | Pob. | Izj.* | Por. | Po. | Pr. |
| ------ | -------------------- | ---- | ---- | ----- | ---- | --- | --- |
| 1960.  | 4. mjesto            | 2    | 0    | 0     | 2    | 4   | 7   |
| 1964.  | nisu se kvalificrali | -    | -    | -     | -    | -   | -   |
| 1968.  | nisu se kvalificrali | -    | -    | -     | -    | -   | -   |
| 1972.  | nisu se kvalificrali | -    | -    | -     | -    | -   | -   |
| 1976.  | nisu se kvalificrali | -    | -    | -     | -    | -   | -   |
| 1980.  | nisu se kvalificrali | -    | -    | -     | -    | -   | -   |
| 1984.  | 1. mjesto            | 5    | 5    | 0     | 0    | 14  | 4   |
| 1988.  | nisu se kvalificrali | -    | -    | -     | -    | -   | -   |
| 1992.  | 1. krug              | 3    | 0    | 2     | 1    | 2   | 3   |
| 1996.  | Polufinale           | 5    | 2    | 3     | 0    | 5   | 2   |
| 2000.  | 1. mjesto            | 6    | 5    | 0     | 1    | 13  | 7   |
| 2004.  | Četvrtfinale         | 4    | 2    | 1     | 1    | 7   | 5   |
| 2008.  | 1. krug              | 3    | 0    | 1     | 2    | 1   | 6   |
| 2012.  | Četvrtfinale         | 4    | 1    | 1     | 2    | 3   | 5   |
| 2016.  | domaćini prvenstva   | -    | -    | -     | -    | -   | -   |
| Ukupno | 9/15                 | 28   | 14   | 7     | 7    | 46  | 34  |

*Utakmice odlučene pomoću jedanaesteraca.
**Zlatna boja u pozadini označava da je natjecanje osvojeno. Crveni okvir označava da je turnir održan u Francuskoj.
***Natjecanje je u tijeku.

## Poznati igrači
| - Manuel Amoros - Joël Bats - Patrick Battiston - Larbi Ben Barek - Alain Boghossian - Laurent Blanc - Basile Boli - Maxime Bossis - Eric Cantona - Pierre Chayriguès |  | - Julien Darui - Marcel Desailly - Didier Deschamps - Jules Dewaquez - Jean Djorkaeff - Youri Djorkaeff - Jean-Francois Domergue - Christophe Dugarry - Luis Fernández - Just Fontaine |  | - Lucien Gamblin - Bernard Genghini - Robert Herbin - Robert Jonquet - Raymond Kopa - Lucien Laurent - Bixente Lizarazu - Pascal Olmeta - Jean-Pierre Papin - Emmanuel Petit |  | - Roger Piantoni - Robert Pirès - Michel Platini - Dominique Rocheteau - Didier Six - Jean Tigana - Marius Trésor - Zinedine Zidane |

## Statistike igrača

### Igrači s najviše nastupa
| Broj | Igrač              | Godine           | Nastupi | Golovi |
| ---- | ------------------ | ---------------- | ------- | ------ |
| 1    | Lilian Thuram      | 1994. – 2008.    | 142     | 2      |
| 2    | Thierry Henry      | 1997. – 2010.    | 123     | 51     |
| 3    | Marcel Desailly    | 1993. – 2004.    | 116     | 3      |
| 4    | Hugo Lloris*       | 2008. – trenutno | 114     | 0      |
| 5    | Zinedine Zidane    | 1994. – 2006.    | 108     | 31     |
| 6    | Patrick Vieira     | 1997. – 2009.    | 107     | 6      |
| 7    | Antoine Griezmann* | 2014. – trenutno | 104     | 42     |
| 8    | Didier Deschamps   | 1989. – 2000.    | 103     | 4      |
| 0 9  | Olivier Giroud*    | 2011. – trenutno | 97      | 47     |
| 0 9  | Laurent Blanc      | 1989. – 2000.    | 97      | 16     |
| 0 9  | Bixente Lizarazu   | 1992. – 2004.    | 97      | 2      |

- Zvjezdica (*) označuje da je igrač još uvijek aktivan ili igra za nacionalni sastav.
- Broj nastupa i golova ažuriran 15. travnja 2022.

### Igrači s najviše golova
| Broj | Igrač              | Godine           | Golovi | Nastupi |
| ---- | ------------------ | ---------------- | ------ | ------- |
| 1    | Thierry Henry      | 1997. – 2010.    | 51     | 123     |
| 2    | Olivier Giroud*    | 2011. – trenutno | 48     | 97      |
| 0 3  | Michel Platini     | 1976. – 1987.    | 42     | 72      |
| 0 3  | Antoine Griezmann* | 2014. – trenutno | 42     | 104     |
| 4    | David Trezeguet    | 1998. – 2008.    | 34     | 71      |
| 5    | Zinedine Zidane    | 1994. – 2006.    | 31     | 108     |
| 0 6  | Just Fontaine      | 1953. – 1960.    | 30     | 21      |
| 0 6  | Jean-Pierre Papin  | 1986. – 1995.    | 30     | 54      |
| 7    | Youri Djorkaeff    | 1993. – 2002.    | 28     | 82      |
| 8    | Karim Benzema*     | 2007. – 2015.    | 27     | 81      |

- Zvjezdica (*) označuje da je igrač još uvijek aktivan ili igra za nacionalni sastav.
- Broj golova ažuriran 15. travnja 2022.

## Izbornici Francuske
Prije 1955. godine igrače je izabirao komitet.
| Ime                        | Period        |
| -------------------------- | ------------- |
| Albert Batteux             | 1955. – 1962. |
| Henri Guérin               | 1962. – 1966. |
| José Arribas i Jean Snella | 1966.         |
| Just Fontaine              | 1967.         |
| Louis Dugauguez            | 1967. – 1968. |
| Georges Boulogne           | 1969. – 1973. |
| Stefan Kovacs              | 1973. – 1975. |
| Michel Hidalgo             | 1976. – 1984. |
| Henri Michel               | 1984. – 1988. |

| Ime              | Period        |
| ---------------- | ------------- |
| Michel Platini   | 1988. – 1992. |
| Gérard Houllier  | 1992. – 1993. |
| Aimé Jacquet     | 1993. – 1998. |
| Roger Lemerre    | 1998. – 2002. |
| Jacques Santini  | 2002. – 2004. |
| Raymond Domenech | 2004. – 2010. |
| Laurent Blanc    | 2010. – 2012. |
| Didier Deschamps | 2012. -       |

## Vanjske poveznice
- Official site  Arhivirana inačica izvorne stranice od 14. veljače 2011. (Wayback Machine) (fr.)

| Europske nogometne reprezentacije (UEFA) | Europske nogometne reprezentacije (UEFA) |
| --- | ---------------------------------------- |
| |                                          |
| Albanija • Andora • Armenija • Austrija • Azerbajdžan • Belgija • Bjelorusija • Bosna i Hercegovina • Bugarska • Cipar • Crna Gora • Češka • Danska • Engleska • Estonija • Finska • Farski otoci • Francuska • Gibraltar • Grčka • Gruzija • Hrvatska • Irska • Island • Italija • Izrael • Kazahstan • Kosovo • Latvija • Lihtenštajn • Litva • Luksemburg • Mađarska • Malta • Moldova • Nizozemska • Norveška • Njemačka • Poljska • Portugal • Rumunjska • Rusija • San Marino • Sjeverna Makedonija • Sjeverna Irska • Slovačka • Slovenija • Srbija • Škotska • Španjolska • Švedska • Švicarska • Turska • Ukrajina • Wales |                                          |
| |                                          |
| Bivše države ČSSR • Jugoslavija • DR Njemačka • SR Njemačka • Saarska • SiCG • SSSR • ZND |                                          |
| Bivše države |                                          |
| |                                          |
| ČSSR • Jugoslavija • DR Njemačka • SR Njemačka • Saarska • SiCG • SSSR • ZND |                                          |

| Bivše države                                                                 |
|                                                                              |
| ČSSR • Jugoslavija • DR Njemačka • SR Njemačka • Saarska • SiCG • SSSR • ZND |

| Europske nogometne reprezentacije (UEFA) | Europske nogometne reprezentacije (UEFA) |
| --- | ---------------------------------------- |
| |                                          |
| Albanija • Andora • Armenija • Austrija • Azerbajdžan • Belgija • Bjelorusija • Bosna i Hercegovina • Bugarska • Cipar • Crna Gora • Češka • Danska • Engleska • Estonija • Finska • Farski otoci • Francuska • Gibraltar • Grčka • Gruzija • Hrvatska • Irska • Island • Italija • Izrael • Kazahstan • Kosovo • Latvija • Lihtenštajn • Litva • Luksemburg • Mađarska • Malta • Moldova • Nizozemska • Norveška • Njemačka • Poljska • Portugal • Rumunjska • Rusija • San Marino • Sjeverna Makedonija • Sjeverna Irska • Slovačka • Slovenija • Srbija • Škotska • Španjolska • Švedska • Švicarska • Turska • Ukrajina • Wales |                                          |
| |                                          |
| Bivše države ČSSR • Jugoslavija • DR Njemačka • SR Njemačka • Saarska • SiCG • SSSR • ZND |                                          |
| Bivše države |                                          |
| |                                          |
| ČSSR • Jugoslavija • DR Njemačka • SR Njemačka • Saarska • SiCG • SSSR • ZND |                                          |

| Bivše države                                                                 |
|                                                                              |
| ČSSR • Jugoslavija • DR Njemačka • SR Njemačka • Saarska • SiCG • SSSR • ZND |

| Svjetski prvaci u nogometu (1930. – 2022.) | Svjetski prvaci u nogometu (1930. – 2022.) |
| --- | ------------------------------------------ |
| |                                            |
| SP 1930.: Urugvaj • SP 1934.: Italija • SP 1938.: Italija • SP 1950.: Urugvaj • SP 1954.: Njemačka • SP 1958.: Brazil • SP 1962.: Brazil • SP 1966.: Engleska • SP 1970.: Brazil • SP 1974.: Njemačka • SP 1978.: Argentina • SP 1982.: Italija • SP 1986.: Argentina • SP 1990.: Njemačka • SP 1994.: Brazil • SP 1998.: Francuska • SP 2002.: Brazil • SP 2006.: Italija • SP 2010.: Španjolska • SP 2014.: Njemačka • SP 2018.: Francuska • SP 2022.: Argentina |                                            |

| Svjetski prvaci u nogometu (1930. – 2022.) | Svjetski prvaci u nogometu (1930. – 2022.) |
| --- | ------------------------------------------ |
| |                                            |
| SP 1930.: Urugvaj • SP 1934.: Italija • SP 1938.: Italija • SP 1950.: Urugvaj • SP 1954.: Njemačka • SP 1958.: Brazil • SP 1962.: Brazil • SP 1966.: Engleska • SP 1970.: Brazil • SP 1974.: Njemačka • SP 1978.: Argentina • SP 1982.: Italija • SP 1986.: Argentina • SP 1990.: Njemačka • SP 1994.: Brazil • SP 1998.: Francuska • SP 2002.: Brazil • SP 2006.: Italija • SP 2010.: Španjolska • SP 2014.: Njemačka • SP 2018.: Francuska • SP 2022.: Argentina |                                            |

| Europski prvaci u nogometu (1960. – 2020.) | Europski prvaci u nogometu (1960. – 2020.) |
| --- | ------------------------------------------ |
| |                                            |
| 1960.: SSSR \| 1964.: Španjolska \| 1968.: Italija \| 1972.: Njemačka \| 1976.: Čehoslovačka \| 1980.: Njemačka \| 1984.: Francuska \| 1988.: Nizozemska \| 1992.: Danska \| 1996.: Njemačka \| 2000.: Francuska \| 2004.: Grčka \| 2008.: Španjolska \| 2012.: Španjolska \| 2016.: Portugal \| 2020.: Italija \| 2024.: Španjolska |                                            |

| Europski prvaci u nogometu (1960. – 2020.) | Europski prvaci u nogometu (1960. – 2020.) |
| --- | ------------------------------------------ |
| |                                            |
| 1960.: SSSR \| 1964.: Španjolska \| 1968.: Italija \| 1972.: Njemačka \| 1976.: Čehoslovačka \| 1980.: Njemačka \| 1984.: Francuska \| 1988.: Nizozemska \| 1992.: Danska \| 1996.: Njemačka \| 2000.: Francuska \| 2004.: Grčka \| 2008.: Španjolska \| 2012.: Španjolska \| 2016.: Portugal \| 2020.: Italija \| 2024.: Španjolska |                                            |

| Nogomet u Francuskoj             | Nogomet u Francuskoj                                                            |
| -------------------------------- | ------------------------------------------------------------------------------- |
|                                  |                                                                                 |
| Francuski nogometni savez        |                                                                                 |
|                                  |                                                                                 |
| Reprezentacije                   | Reprezentacija • U-21                                                           |
|                                  |                                                                                 |
| Ligaška natjecanja               | Ligue 1 • Ligue 2 • CFA (4 grupe) • CFA 2 (8 grupa)                             |
|                                  |                                                                                 |
| Kup natjecanja                   | Coupe de France • Coupe de la Ligue • Trophée des Champions • Coupe Gambardella |
|                                  |                                                                                 |
| Popis klubova • Popis nogometaša |                                                                                 |

| Nogomet u Francuskoj             | Nogomet u Francuskoj                                                            |
| -------------------------------- | ------------------------------------------------------------------------------- |
|                                  |                                                                                 |
| Francuski nogometni savez        |                                                                                 |
|                                  |                                                                                 |
| Reprezentacije                   | Reprezentacija • U-21                                                           |
|                                  |                                                                                 |
| Ligaška natjecanja               | Ligue 1 • Ligue 2 • CFA (4 grupe) • CFA 2 (8 grupa)                             |
|                                  |                                                                                 |
| Kup natjecanja                   | Coupe de France • Coupe de la Ligue • Trophée des Champions • Coupe Gambardella |
|                                  |                                                                                 |
| Popis klubova • Popis nogometaša |                                                                                 |

| Francuska                | Francuska | Francuska |
| ------------------------ | --- | --------- |
|                          | |           |
| Simboli i identitet      | Grb Francuske • Zastava Francuske • La Marseillaise • Marianne • Francuski državni praznik • Galski pijetao |           |
|                          | |           |
| Zemljopis                | Politička podjela Francuske • Francuske regije • Francuski departmani • Prekomorski departmani i regije • Okruzi • Kantoni • Gradovi • Pariz • Klima • Rijeke • Planine • Jezera • Otoci • Nacionalni parkovi • Korzika‎ • Biskajski zaljev • Loire • Seine • Rhône • Provansa • Središnji masiv • Mont Blanc |           |
|                          | |           |
| Povijest                 | Apsolutistička kraljevina (843. – 1791.) • Ustavna kraljevina (1791. – 1972.) • Prva Republika (1792. – 1804.) • Prvo Carstvo (1804. – 1814.; 1815.) • Restauracija Burbona (1814. – 1815.; 1815. – 1830.) • Srpanjska Monarhija (1830. – 1848.) • Druga Republika (1848. – 1852.) • Drugo Carstvo (1852. – 1870.) • Treća Republika (1870. – 1940.) • Višijska Francuska (1940. – 1944.) • Privremena vlada (1944. – 1946.) • Četvrta Republika (1946. – 1958.) • Peta Republika (od 1958.) |           |
|                          | |           |
| Politika i gospodarstvo  | Francuski parlament • Francuski senat • Narodna skupština • Premijer • Predsjednik • Elizejska palača • Hrvatsko-francuski odnosi • Hrvati u Francuskoj • Francuzi u Hrvatskoj • Oružane snage • Gospodarstvo • Promet • Automobilska industrija • Turizam • Popis sveučilišta • Sorbonne Université • Putovnica Francuske |           |
|                          | |           |
| Društvo, kultura i sport | Stanovništvo • Francuzi • Francuski jezik • Kultura • Umjetnost • Arhitektura • Književnost • Kinematografija • Glazba • Obrazovanje • Religija • Kršćanstvo • Katolička Crkva • Svjetska baština u Francuskoj • Francuska kuhinja • Wikipedija na francuskom jeziku • Sport • Francuska na OI • Francuska nogometna reprezentacija • Ligue 1 • Francuska rukometna reprezentacija • Francuska košarkaška reprezentacija • Tour de France • Roland Garros                                    |           |

| Francuska                | Francuska | Francuska |
| ------------------------ | --- | --------- |
|                          | |           |
| Simboli i identitet      | Grb Francuske • Zastava Francuske • La Marseillaise • Marianne • Francuski državni praznik • Galski pijetao |           |
|                          | |           |
| Zemljopis                | Politička podjela Francuske • Francuske regije • Francuski departmani • Prekomorski departmani i regije • Okruzi • Kantoni • Gradovi • Pariz • Klima • Rijeke • Planine • Jezera • Otoci • Nacionalni parkovi • Korzika‎ • Biskajski zaljev • Loire • Seine • Rhône • Provansa • Središnji masiv • Mont Blanc |           |
|                          | |           |
| Povijest                 | Apsolutistička kraljevina (843. – 1791.) • Ustavna kraljevina (1791. – 1972.) • Prva Republika (1792. – 1804.) • Prvo Carstvo (1804. – 1814.; 1815.) • Restauracija Burbona (1814. – 1815.; 1815. – 1830.) • Srpanjska Monarhija (1830. – 1848.) • Druga Republika (1848. – 1852.) • Drugo Carstvo (1852. – 1870.) • Treća Republika (1870. – 1940.) • Višijska Francuska (1940. – 1944.) • Privremena vlada (1944. – 1946.) • Četvrta Republika (1946. – 1958.) • Peta Republika (od 1958.) |           |
|                          | |           |
| Politika i gospodarstvo  | Francuski parlament • Francuski senat • Narodna skupština • Premijer • Predsjednik • Elizejska palača • Hrvatsko-francuski odnosi • Hrvati u Francuskoj • Francuzi u Hrvatskoj • Oružane snage • Gospodarstvo • Promet • Automobilska industrija • Turizam • Popis sveučilišta • Sorbonne Université • Putovnica Francuske |           |
|                          | |           |
| Društvo, kultura i sport | Stanovništvo • Francuzi • Francuski jezik • Kultura • Umjetnost • Arhitektura • Književnost • Kinematografija • Glazba • Obrazovanje • Religija • Kršćanstvo • Katolička Crkva • Svjetska baština u Francuskoj • Francuska kuhinja • Wikipedija na francuskom jeziku • Sport • Francuska na OI • Francuska nogometna reprezentacija • Ligue 1 • Francuska rukometna reprezentacija • Francuska košarkaška reprezentacija • Tour de France • Roland Garros                                    |           |

| Sastav Francuske na EP 1992. | Sastav Francuske na EP 1992. | Sastav Francuske na EP 1992. |
| --- | ---------------------------- | ---------------------------- |
| |                              |                              |
| 1 Martini • 2 Amoros • 3 Silvestre • 4 Petit • 5 Blanc • 6 Casoni • 7 Deschamps • 8 Sauzée • 9 Papin • 10 Fernández • 11 Perez • 12 Cocard • 13 Boli • 14 Durand • 15 Divert • 16 Vahirua • 17 Garde • 18 Cantona • 19 Rousset • 20 Angloma • izbornik: Platini |                              |                              |

| Sastav Francuske na EP 1992. | Sastav Francuske na EP 1992. | Sastav Francuske na EP 1992. |
| --- | ---------------------------- | ---------------------------- |
| |                              |                              |
| 1 Martini • 2 Amoros • 3 Silvestre • 4 Petit • 5 Blanc • 6 Casoni • 7 Deschamps • 8 Sauzée • 9 Papin • 10 Fernández • 11 Perez • 12 Cocard • 13 Boli • 14 Durand • 15 Divert • 16 Vahirua • 17 Garde • 18 Cantona • 19 Rousset • 20 Angloma • izbornik: Platini |                              |                              |

| Sastav Francuske na EP 1996. | Sastav Francuske na EP 1996. | Sastav Francuske na EP 1996. |
| --- | ---------------------------- | ---------------------------- |
| |                              |                              |
| 1 Lama • 2 Angloma • 3 Di Meco • 4 Lebœuf • 5 Blanc • 6 Guérin • 7 Deschamps • 8 Desailly • 9 Djorkaeff • 10 Zidane • 11 Loko • 12 Lizarazu • 13 Dugarry • 14 Lamouchi • 15 Thuram • 16 Barthez • 17 Madar • 18 Pedros • 19 Karembeu • 20 Roche • 21 Martins • 22 Martini • izbornik: Jacquet |                              |                              |

| Sastav Francuske na EP 1996. | Sastav Francuske na EP 1996. | Sastav Francuske na EP 1996. |
| --- | ---------------------------- | ---------------------------- |
| |                              |                              |
| 1 Lama • 2 Angloma • 3 Di Meco • 4 Lebœuf • 5 Blanc • 6 Guérin • 7 Deschamps • 8 Desailly • 9 Djorkaeff • 10 Zidane • 11 Loko • 12 Lizarazu • 13 Dugarry • 14 Lamouchi • 15 Thuram • 16 Barthez • 17 Madar • 18 Pedros • 19 Karembeu • 20 Roche • 21 Martins • 22 Martini • izbornik: Jacquet |                              |                              |

| Sastav Francuske na SP 1998. (prvaci) | Sastav Francuske na SP 1998. (prvaci) | Sastav Francuske na SP 1998. (prvaci) |
| --- | ------------------------------------- | ------------------------------------- |
| |                                       |                                       |
| 1 Lama • 2 Candela • 3 Lizarazu • 4 Vieira • 5 Blanc • 6 Djorkaeff • 7 Deschamps • 8 Desailly • 9 Guivarc'h • 10 Zidane • 11 Pirès • 12 Henry • 13 Diomède • 14 Boghossian • 15 Thuram • 16 Barthez • 17 Petit • 18 Lebœuf • 19 Karembeu • 20 Trezeguet • 21 Dugarry • 22 Charbonnier • izbornik: Jacquet |                                       |                                       |

| Sastav Francuske na SP 1998. (prvaci) | Sastav Francuske na SP 1998. (prvaci) | Sastav Francuske na SP 1998. (prvaci) |
| --- | ------------------------------------- | ------------------------------------- |
| |                                       |                                       |
| 1 Lama • 2 Candela • 3 Lizarazu • 4 Vieira • 5 Blanc • 6 Djorkaeff • 7 Deschamps • 8 Desailly • 9 Guivarc'h • 10 Zidane • 11 Pirès • 12 Henry • 13 Diomède • 14 Boghossian • 15 Thuram • 16 Barthez • 17 Petit • 18 Lebœuf • 19 Karembeu • 20 Trezeguet • 21 Dugarry • 22 Charbonnier • izbornik: Jacquet |                                       |                                       |

| Sastav Francuske na EP 2000. (prvaci) | Sastav Francuske na EP 2000. (prvaci) | Sastav Francuske na EP 2000. (prvaci) |
| --- | ------------------------------------- | ------------------------------------- |
| |                                       |                                       |
| 1 Lama • 2 Candela • 3 Lizarazu • 4 Vieira • 5 Blanc • 6 Djorkaeff • 7 Deschamps • 8 Desailly • 9 Anelka • 10 Zidane • 11 Pirès • 12 Henry • 13 Wiltord • 14 Micoud • 15 Thuram • 16 Barthez • 17 Petit • 18 Lebœuf • 19 Karembeu • 20 Trezeguet • 21 Dugarry • 22 Ramé • izbornik: Lemerre |                                       |                                       |

| Sastav Francuske na EP 2000. (prvaci) | Sastav Francuske na EP 2000. (prvaci) | Sastav Francuske na EP 2000. (prvaci) |
| --- | ------------------------------------- | ------------------------------------- |
| |                                       |                                       |
| 1 Lama • 2 Candela • 3 Lizarazu • 4 Vieira • 5 Blanc • 6 Djorkaeff • 7 Deschamps • 8 Desailly • 9 Anelka • 10 Zidane • 11 Pirès • 12 Henry • 13 Wiltord • 14 Micoud • 15 Thuram • 16 Barthez • 17 Petit • 18 Lebœuf • 19 Karembeu • 20 Trezeguet • 21 Dugarry • 22 Ramé • izbornik: Lemerre |                                       |                                       |

| Sastav Francuske na SP 2002. | Sastav Francuske na SP 2002. | Sastav Francuske na SP 2002. |
| --- | ---------------------------- | ---------------------------- |
| |                              |                              |
| 1 Ramé • 2 Candela • 3 Lizarazu • 4 Vieira • 5 Christanval • 6 Djorkaeff • 7 Makélélé • 8 Desailly • 9 Cissé • 10 Zidane • 11 Wiltord • 12 Henry • 13 Silvestre • 14 Boghossian • 15 Thuram • 16 Barthez • 17 Petit • 18 Lebœuf • 19 Sagnol • 20 Trezeguet • 21 Dugarry • 22 Micoud • 23 Coupet • izbornik: Lemerre |                              |                              |

| Sastav Francuske na SP 2002. | Sastav Francuske na SP 2002. | Sastav Francuske na SP 2002. |
| --- | ---------------------------- | ---------------------------- |
| |                              |                              |
| 1 Ramé • 2 Candela • 3 Lizarazu • 4 Vieira • 5 Christanval • 6 Djorkaeff • 7 Makélélé • 8 Desailly • 9 Cissé • 10 Zidane • 11 Wiltord • 12 Henry • 13 Silvestre • 14 Boghossian • 15 Thuram • 16 Barthez • 17 Petit • 18 Lebœuf • 19 Sagnol • 20 Trezeguet • 21 Dugarry • 22 Micoud • 23 Coupet • izbornik: Lemerre |                              |                              |

| Sastav Francuske na Kupu konfederacija 2003. | Sastav Francuske na Kupu konfederacija 2003. | Sastav Francuske na Kupu konfederacija 2003. |
| --- | -------------------------------------------- | -------------------------------------------- |
| |                                              |                                              |
| 1 Landreau • 2 Mexès • 3 Boumsong • 4 Lizarazu • 5 Gallas • 6 Dacourt • 7 Pirès • 8 Desailly • 9 D. Cissé • 10 Giuly • 11 Wiltord • 12 Henry • 13 Silvestre • 14 Rothen • 15 Thuram • 16 Barthez • 17 Kapo • 18 Pedretti • 19 Sagnol • 20 Marlet • 21 Dabo • 22 Govou • 23 Coupet • izbornik: Santini |                                              |                                              |

| Sastav Francuske na Kupu konfederacija 2003. | Sastav Francuske na Kupu konfederacija 2003. | Sastav Francuske na Kupu konfederacija 2003. |
| --- | -------------------------------------------- | -------------------------------------------- |
| |                                              |                                              |
| 1 Landreau • 2 Mexès • 3 Boumsong • 4 Lizarazu • 5 Gallas • 6 Dacourt • 7 Pirès • 8 Desailly • 9 D. Cissé • 10 Giuly • 11 Wiltord • 12 Henry • 13 Silvestre • 14 Rothen • 15 Thuram • 16 Barthez • 17 Kapo • 18 Pedretti • 19 Sagnol • 20 Marlet • 21 Dabo • 22 Govou • 23 Coupet • izbornik: Santini |                                              |                                              |

| Sastav Francuske na EP 2004. | Sastav Francuske na EP 2004. | Sastav Francuske na EP 2004. |
| --- | ---------------------------- | ---------------------------- |
| |                              |                              |
| 1 Landreau • 2 Boumsong • 3 Lizarazu • 4 Vieira • 5 Gallas • 6 Makélélé • 7 Pirès • 8 Desailly • 9 Saha • 10 Zidane • 11 Wiltord • 12 Henry • 13 Silvestre • 14 Rothen • 15 Thuram • 16 Barthez • 17 Dacourt • 18 Pedretti • 19 Sagnol • 20 Trezeguet • 21 Marlet • 22 Govou • 23 Coupet • izbornik: Santini |                              |                              |

| Sastav Francuske na EP 2004. | Sastav Francuske na EP 2004. | Sastav Francuske na EP 2004. |
| --- | ---------------------------- | ---------------------------- |
| |                              |                              |
| 1 Landreau • 2 Boumsong • 3 Lizarazu • 4 Vieira • 5 Gallas • 6 Makélélé • 7 Pirès • 8 Desailly • 9 Saha • 10 Zidane • 11 Wiltord • 12 Henry • 13 Silvestre • 14 Rothen • 15 Thuram • 16 Barthez • 17 Dacourt • 18 Pedretti • 19 Sagnol • 20 Trezeguet • 21 Marlet • 22 Govou • 23 Coupet • izbornik: Santini |                              |                              |

| Sastav Francuske na SP 2006. (2. mjesto) | Sastav Francuske na SP 2006. (2. mjesto) | Sastav Francuske na SP 2006. (2. mjesto) |
| --- | ---------------------------------------- | ---------------------------------------- |
| |                                          |                                          |
| 1 Landreau • 2 Boumsong • 3 Abidal • 4 Vieira • 5 Gallas • 6 Makélélé • 7 Malouda • 8 Dhorasoo • 9 Govou • 10 Zidane • 11 Wiltord • 12 Henry • 13 Silvestre • 14 Saha • 15 Thuram • 16 Barthez • 17 Givet • 18 Diarra • 19 Sagnol • 20 Trezeguet • 21 Chimbonda • 22 Ribéry • 23 Coupet • izbornik: Domenech |                                          |                                          |

| Sastav Francuske na SP 2006. (2. mjesto) | Sastav Francuske na SP 2006. (2. mjesto) | Sastav Francuske na SP 2006. (2. mjesto) |
| --- | ---------------------------------------- | ---------------------------------------- |
| |                                          |                                          |
| 1 Landreau • 2 Boumsong • 3 Abidal • 4 Vieira • 5 Gallas • 6 Makélélé • 7 Malouda • 8 Dhorasoo • 9 Govou • 10 Zidane • 11 Wiltord • 12 Henry • 13 Silvestre • 14 Saha • 15 Thuram • 16 Barthez • 17 Givet • 18 Diarra • 19 Sagnol • 20 Trezeguet • 21 Chimbonda • 22 Ribéry • 23 Coupet • izbornik: Domenech |                                          |                                          |

| Sastav Francuske na EP 2008. | Sastav Francuske na EP 2008. | Sastav Francuske na EP 2008. |
| --- | ---------------------------- | ---------------------------- |
| |                              |                              |
| 1 Mandanda • 2 Boumsong • 3 Abidal • 4 Vieira • 5 Gallas • 6 Makélélé • 7 Malouda • 8 Anelka • 9 Benzema• 10 Govou • 11 Nasri • 12 Henry • 13 Evra • 14 Clerc • 15 Thuram • 16 Frey • 17 Squillaci • 18 Gomis • 19 Sagnol • 20 Toulalan • 21 Diarra • 22 Ribéry • 23 Coupet • izbornik: Domenech |                              |                              |

| Sastav Francuske na EP 2008. | Sastav Francuske na EP 2008. | Sastav Francuske na EP 2008. |
| --- | ---------------------------- | ---------------------------- |
| |                              |                              |
| 1 Mandanda • 2 Boumsong • 3 Abidal • 4 Vieira • 5 Gallas • 6 Makélélé • 7 Malouda • 8 Anelka • 9 Benzema• 10 Govou • 11 Nasri • 12 Henry • 13 Evra • 14 Clerc • 15 Thuram • 16 Frey • 17 Squillaci • 18 Gomis • 19 Sagnol • 20 Toulalan • 21 Diarra • 22 Ribéry • 23 Coupet • izbornik: Domenech |                              |                              |

| Sastav Francuske na SP 2010. | Sastav Francuske na SP 2010. | Sastav Francuske na SP 2010. |
| --- | ---------------------------- | ---------------------------- |
| |                              |                              |
| 1 Lloris • 2 Sagna • 3 Abidal • 4 Réveillère • 5 Gallas • 6 Planus • 7 Ribéry • 8 Gourcuff • 9 Cissé • 10 Govou • 11 Gignac • 12 Henry • 13 Evra • 14 Toulalan • 15 Malouda • 16 Mandanda • 17 Squillaci • 18 Diarra • 19 Diaby • 20 Valbuena • 21 Anelka • 22 Clichy • 23 Carrasso • izbornik: Domenech |                              |                              |

| Sastav Francuske na SP 2010. | Sastav Francuske na SP 2010. | Sastav Francuske na SP 2010. |
| --- | ---------------------------- | ---------------------------- |
| |                              |                              |
| 1 Lloris • 2 Sagna • 3 Abidal • 4 Réveillère • 5 Gallas • 6 Planus • 7 Ribéry • 8 Gourcuff • 9 Cissé • 10 Govou • 11 Gignac • 12 Henry • 13 Evra • 14 Toulalan • 15 Malouda • 16 Mandanda • 17 Squillaci • 18 Diarra • 19 Diaby • 20 Valbuena • 21 Anelka • 22 Clichy • 23 Carrasso • izbornik: Domenech |                              |                              |

| Sastav Francuske na EP 2012. | Sastav Francuske na EP 2012. | Sastav Francuske na EP 2012. |
| --- | ---------------------------- | ---------------------------- |
| |                              |                              |
| 1 Lloris • 2 Debuchy • 3 Evra • 4 Rami • 5 Mexès • 6 Cabaye • 7 Ribéry • 8 Valbuena • 9 Giroud • 10 Benzema • 11 Nasri • 12 Matuidi • 13 Réveillère • 14 Ménez • 15 Malouda • 16 Mandanda • 17 M'Vila • 18 Diarra • 19 Martin • 20 Ben Arfa • 21 Koscielny • 22 Clichy • 23 Carrasso • izbornik: Blanc |                              |                              |

| Sastav Francuske na EP 2012. | Sastav Francuske na EP 2012. | Sastav Francuske na EP 2012. |
| --- | ---------------------------- | ---------------------------- |
| |                              |                              |
| 1 Lloris • 2 Debuchy • 3 Evra • 4 Rami • 5 Mexès • 6 Cabaye • 7 Ribéry • 8 Valbuena • 9 Giroud • 10 Benzema • 11 Nasri • 12 Matuidi • 13 Réveillère • 14 Ménez • 15 Malouda • 16 Mandanda • 17 M'Vila • 18 Diarra • 19 Martin • 20 Ben Arfa • 21 Koscielny • 22 Clichy • 23 Carrasso • izbornik: Blanc |                              |                              |

| Sastav Francuske na SP 2014. | Sastav Francuske na SP 2014. | Sastav Francuske na SP 2014. |
| --- | ---------------------------- | ---------------------------- |
| |                              |                              |
| 1 Lloris • 2 Debuchy • 3 Evra • 4 Varane • 5 Sakho • 6 Cabaye • 7 Cabella • 8 Valbuena • 9 Giroud • 10 Benzema • 11 Griezmann • 12 Mavuba • 13 Mangala • 14 Matuidi • 15 Sagna • 16 Ruffier • 17 Digne • 18 M. Sissoko • 19 Pogba • 20 Rémy • 21 Koscielny • 22 Schneiderlin • 23 Landreau • izbornik: Deschamps |                              |                              |

| Sastav Francuske na SP 2014. | Sastav Francuske na SP 2014. | Sastav Francuske na SP 2014. |
| --- | ---------------------------- | ---------------------------- |
| |                              |                              |
| 1 Lloris • 2 Debuchy • 3 Evra • 4 Varane • 5 Sakho • 6 Cabaye • 7 Cabella • 8 Valbuena • 9 Giroud • 10 Benzema • 11 Griezmann • 12 Mavuba • 13 Mangala • 14 Matuidi • 15 Sagna • 16 Ruffier • 17 Digne • 18 M. Sissoko • 19 Pogba • 20 Rémy • 21 Koscielny • 22 Schneiderlin • 23 Landreau • izbornik: Deschamps |                              |                              |

| Sastav Francuske na SP 2018. (prvaci) | Sastav Francuske na SP 2018. (prvaci) | Sastav Francuske na SP 2018. (prvaci) |
| --- | ------------------------------------- | ------------------------------------- |
| |                                       |                                       |
| 1 Lloris • 2 Pavard • 3 Kimpembe • 4 Varane • 5 Umtiti • 6 Pogba • 7 Griezmann • 8 Lemar • 9 Giroud • 10 Mbappé • 11 Dembélé • 12 Tolisso • 13 Kanté • 14 Matuidi • 15 Nzonzi • 16 Mandanda • 17 Rami • 18 Fekir • 19 Sidibé • 20 Thauvin • 21 Hernandez • 22 Mendy • 23 Areola • izbornik: Deschamps |                                       |                                       |

| Sastav Francuske na SP 2018. (prvaci) | Sastav Francuske na SP 2018. (prvaci) | Sastav Francuske na SP 2018. (prvaci) |
| --- | ------------------------------------- | ------------------------------------- |
| |                                       |                                       |
| 1 Lloris • 2 Pavard • 3 Kimpembe • 4 Varane • 5 Umtiti • 6 Pogba • 7 Griezmann • 8 Lemar • 9 Giroud • 10 Mbappé • 11 Dembélé • 12 Tolisso • 13 Kanté • 14 Matuidi • 15 Nzonzi • 16 Mandanda • 17 Rami • 18 Fekir • 19 Sidibé • 20 Thauvin • 21 Hernandez • 22 Mendy • 23 Areola • izbornik: Deschamps |                                       |                                       |

| Sastav Francuske na EP 2020. | Sastav Francuske na EP 2020. | Sastav Francuske na EP 2020. |
| --- | ---------------------------- | ---------------------------- |
| |                              |                              |
| 1 Lloris • 2 Pavard • 3 Kimpembe • 4 Varane • 5 Lenglet • 6 Pogba • 7 Griezmann • 8 Lemar • 9 Giroud • 10 Mbappé • 11 Dembélé • 12 Tolisso • 13 Kanté • 14 Rabiot • 15 Zouma • 16 Mandanda • 17 Sissoko • 18 Digne • 19 Benzema • 20 Coman • 21 Hernandez • 22 Ben Yedder • 23 Maignan • 24 Dubois • 25 Koundé • 26 Thuram • Izbornik: Deschamps |                              |                              |

| Sastav Francuske na EP 2020. | Sastav Francuske na EP 2020. | Sastav Francuske na EP 2020. |
| --- | ---------------------------- | ---------------------------- |
| |                              |                              |
| 1 Lloris • 2 Pavard • 3 Kimpembe • 4 Varane • 5 Lenglet • 6 Pogba • 7 Griezmann • 8 Lemar • 9 Giroud • 10 Mbappé • 11 Dembélé • 12 Tolisso • 13 Kanté • 14 Rabiot • 15 Zouma • 16 Mandanda • 17 Sissoko • 18 Digne • 19 Benzema • 20 Coman • 21 Hernandez • 22 Ben Yedder • 23 Maignan • 24 Dubois • 25 Koundé • 26 Thuram • Izbornik: Deschamps |                              |                              |

| Sastav Francuske na SP 2022. (2. mjesto) | Sastav Francuske na SP 2022. (2. mjesto) | Sastav Francuske na SP 2022. (2. mjesto) |
| --- | ---------------------------------------- | ---------------------------------------- |
| |                                          |                                          |
| 1 Lloris • 2 Pavard • 3 Disasi • 4 Varane • 5 Koundé • 6 Guendouzi • 7 Griezmann • 8 Tchouaméni • 9 Giroud • 10 Mbappé • 11 Dembélé • 12 Kolo Muani • 13 Fofana • 14 Rabiot • 15 Veretout • 16 Mandanda • 17 Saliba • 18 Upamecano • 19 Benzema • 20 Coman • 21 L. Hernandez • 22 T. Hernandez • 23 Areola • 24 Konaté • 25 Camavinga • 26 Thuram • izbornik: Deschamps |                                          |                                          |

| Sastav Francuske na SP 2022. (2. mjesto) | Sastav Francuske na SP 2022. (2. mjesto) | Sastav Francuske na SP 2022. (2. mjesto) |
| --- | ---------------------------------------- | ---------------------------------------- |
| |                                          |                                          |
| 1 Lloris • 2 Pavard • 3 Disasi • 4 Varane • 5 Koundé • 6 Guendouzi • 7 Griezmann • 8 Tchouaméni • 9 Giroud • 10 Mbappé • 11 Dembélé • 12 Kolo Muani • 13 Fofana • 14 Rabiot • 15 Veretout • 16 Mandanda • 17 Saliba • 18 Upamecano • 19 Benzema • 20 Coman • 21 L. Hernandez • 22 T. Hernandez • 23 Areola • 24 Konaté • 25 Camavinga • 26 Thuram • izbornik: Deschamps |                                          |                                          |

| Sastav Francuske na EP 2024. (polufinale) | Sastav Francuske na EP 2024. (polufinale) | Sastav Francuske na EP 2024. (polufinale) |
| --- | ----------------------------------------- | ----------------------------------------- |
| |                                           |                                           |
| 1 Samba • 2 Pavard • 3 Mendy • 4 Upamecano • 5 Koundé • 6 Camavinga • 7 Griezmann • 8 Tchouaméni • 9 Giroud • 10 Mbappé • 11 Dembélé • 12 Kolo Muani • 13 Kanté • 14 Rabiot • 15 Thuram • 16 Maignan • 17 Saliba • 18 Zaïre-Emery • 19 Fofana • 20 Coman • 21 Clauss • 22 Hernandez • 23 Areola • 24 Konaté • 25 Barcola • Izbornik: Deschamps |                                           |                                           |

| Sastav Francuske na EP 2024. (polufinale) | Sastav Francuske na EP 2024. (polufinale) | Sastav Francuske na EP 2024. (polufinale) |
| --- | ----------------------------------------- | ----------------------------------------- |
| |                                           |                                           |
| 1 Samba • 2 Pavard • 3 Mendy • 4 Upamecano • 5 Koundé • 6 Camavinga • 7 Griezmann • 8 Tchouaméni • 9 Giroud • 10 Mbappé • 11 Dembélé • 12 Kolo Muani • 13 Kanté • 14 Rabiot • 15 Thuram • 16 Maignan • 17 Saliba • 18 Zaïre-Emery • 19 Fofana • 20 Coman • 21 Clauss • 22 Hernandez • 23 Areola • 24 Konaté • 25 Barcola • Izbornik: Deschamps |                                           |                                           |